# Congreso Europeo de Lesbianas
El Congreso Europeo de Lesbianas fue uno de los más grandes congreso hasta la fecha y tuvo lugar del 5 al 8 de octubre de 2017 en la Brotfabrik de Viena (Austria).
El primer congreso internacional de lesbianas fue organizado por el International Lesbian Information Service (ILIS) dentro del marco de la Asociación Internacional de Gays y Lesbianas (ILGA) en 1980 en Barcelona. En 1998, ILIS detuvo por completo su actividad y emitió un comunicado. Sheley Anderson redactó un informe de 58 páginas titulado “Los derechos de las lesbianas son derechos humanos” con el fin de resaltar uno de los principales ejes del ILIS.
En 2016, durante el Congreso Europeo anual de la en Chipre, 70 activistas lesbianas europeas participaron en un taller organizado específicamente por ellas. Las participantes del taller concluyeron que había una necesidad urgente de empoderamiento y visibilidad de los temas que afectaban a las lesbianas, así como de construir redes y de trabajar en las distintas necesidades y opresiones de las mujeres lesbianas.
Por consiguiente, en 2017, el primer Congreso Europeo de Lesbianas se organizó independientemente de ILGA. Silvia Casalino, Anastasia Danilova, Mariella Müller, Alice Coffin, Olena Shevchenko y Maria von Känel se encontraban entre las co-fundadoras. El 2 de febrero de 2017, Ewa Dziedzic, Mariella Muller y Michaela Tulipan registraron oficialmente la ONG con sede social en Viena y presidida por Silvia Casalino y por Mariella Müller.
Karima Zahi representó el Congreso Europeo de Lesbianas durante el Día de la Visibilidad Lésbica en el Parlamento Europeo el 26 de abril de 2018. En esta ocasión, se debatió sobre la lesbofobia existente en los países europeos, sobre el activismo lésbico en los Balcanes y Turquía, sobre la visibilidad de las lesbianas en educación y sobre los problemas a los que se enfrentan las lesbianas demandantes de asilo. Las españolas Kika Fumero y Marta Fernández Herraiz estuvieron también como representantes de la ONG Observatorio Coeducativo-Lgbti y Lesworking respectivamente.

#### Galería de fotos

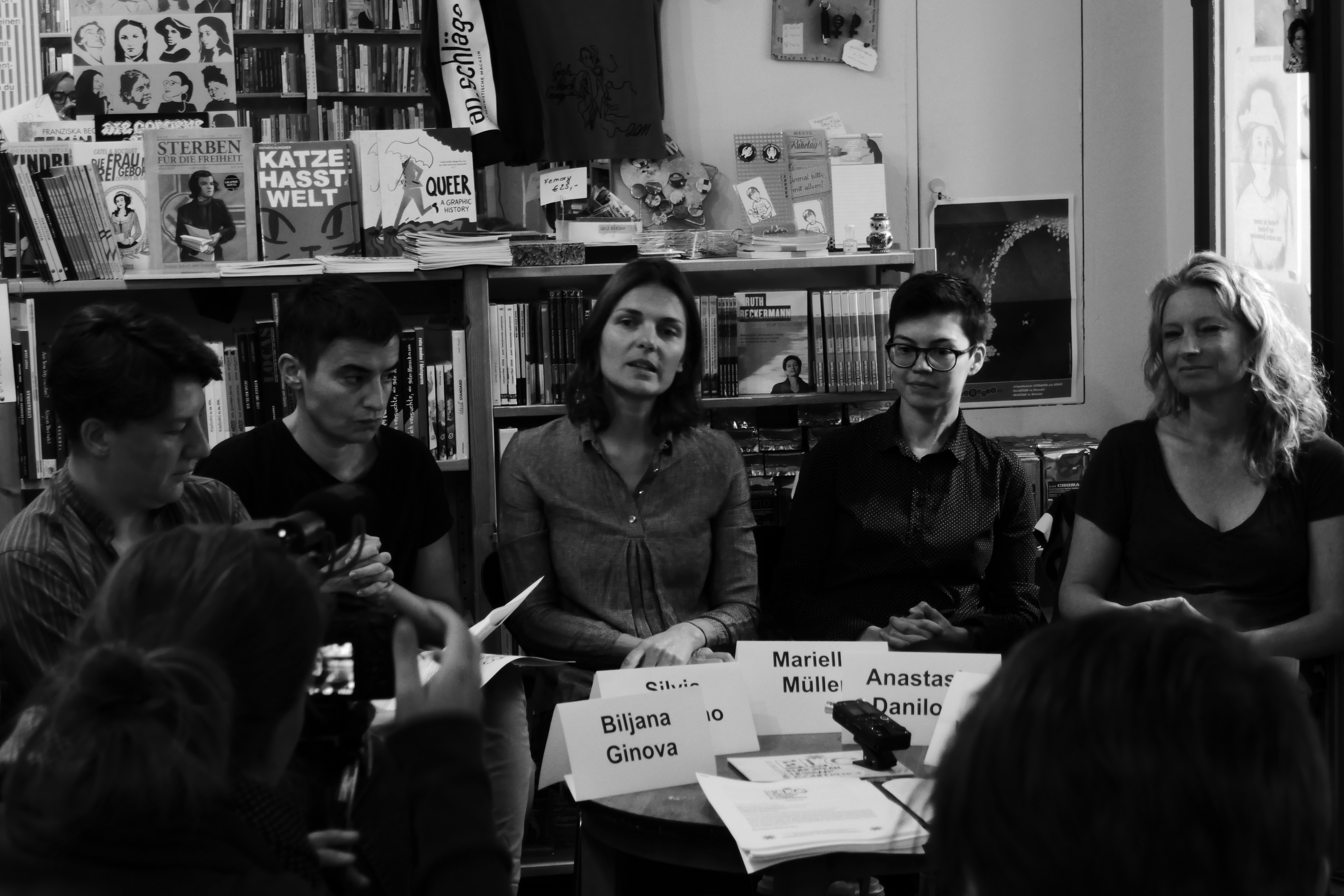
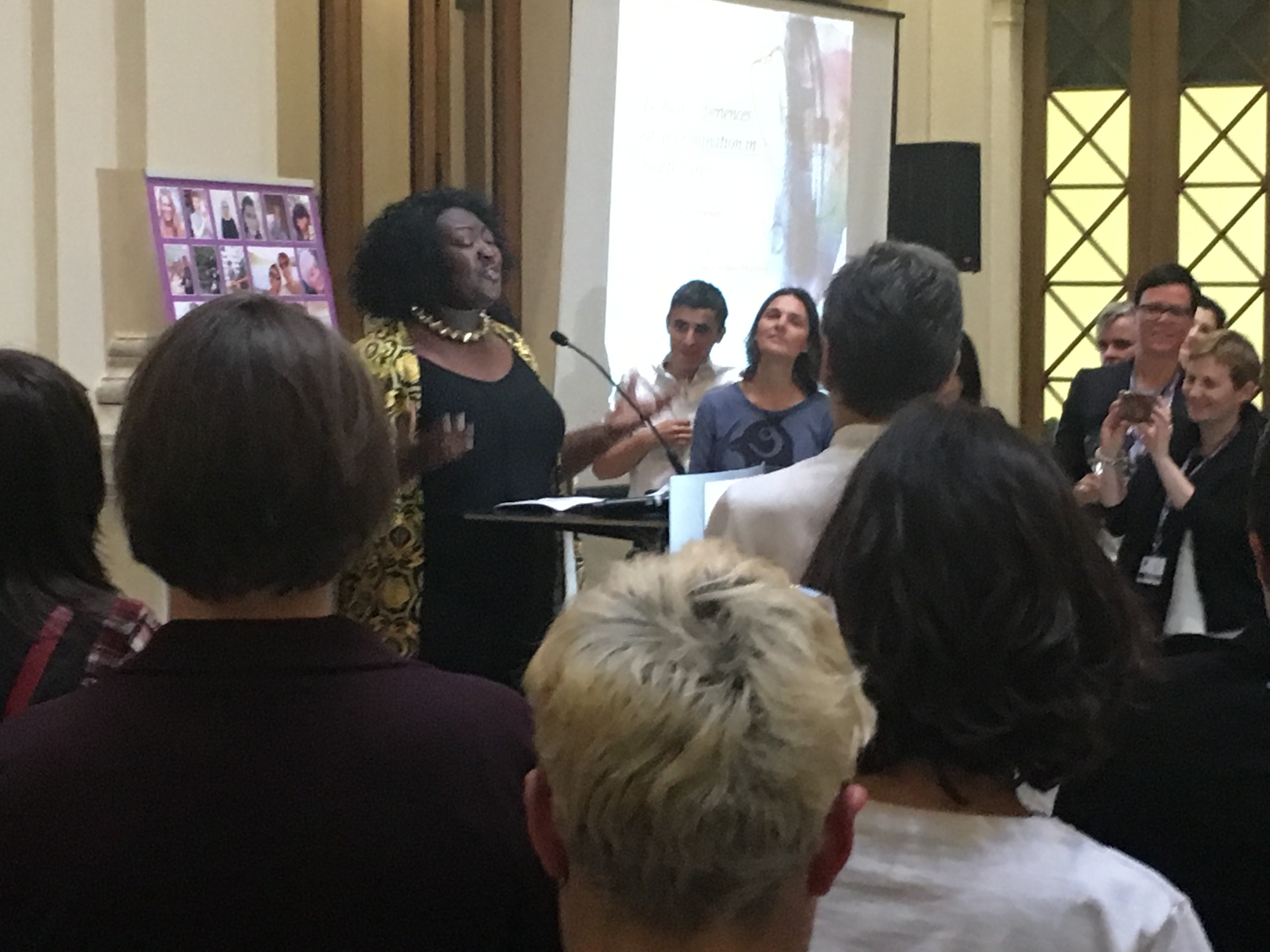
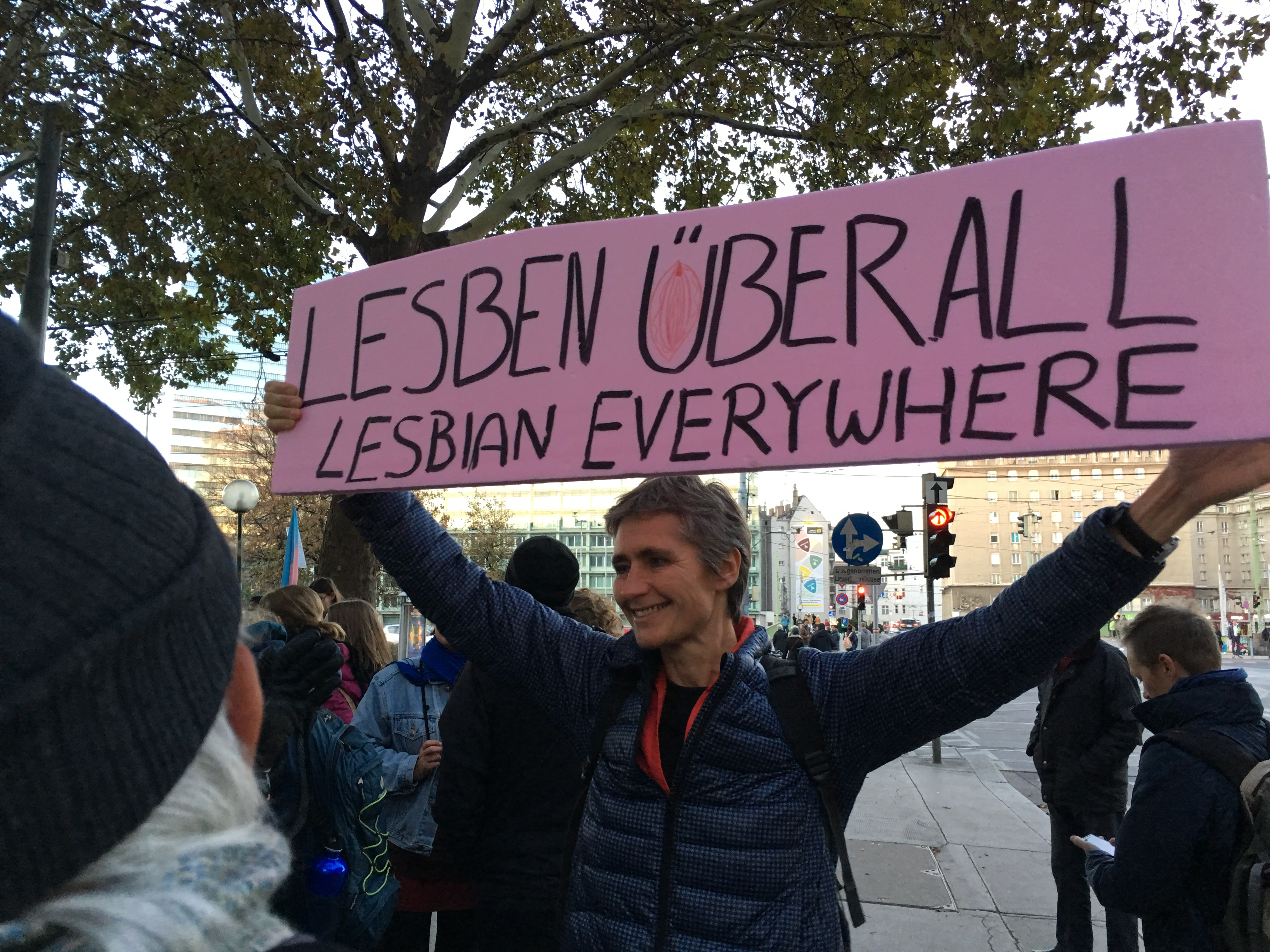
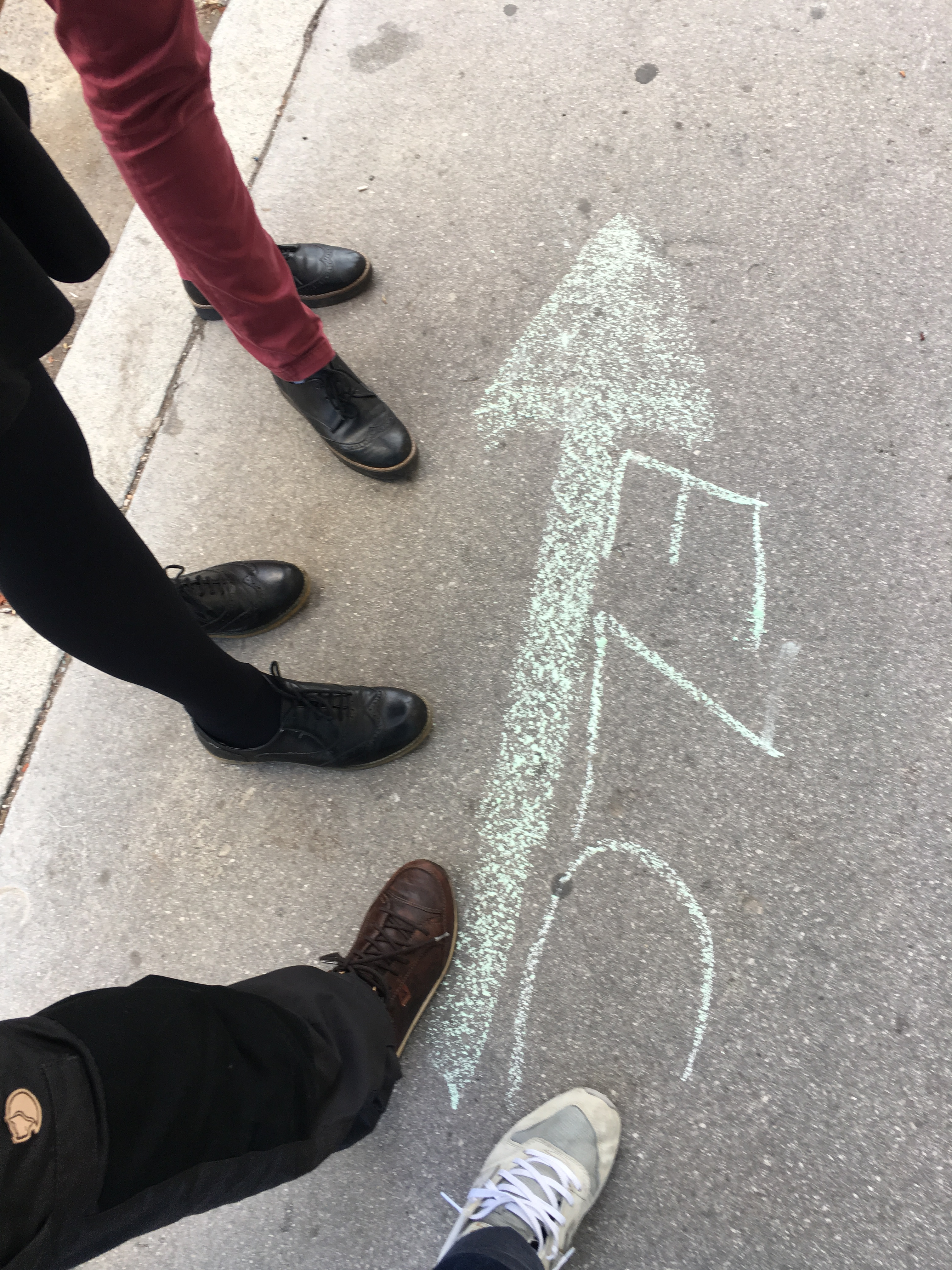
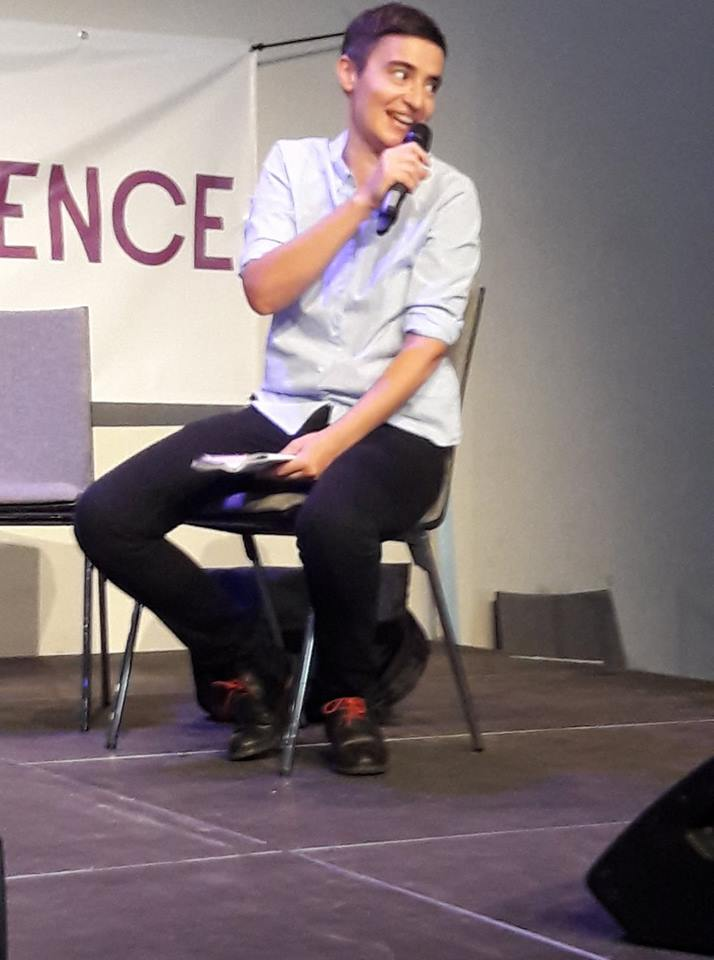
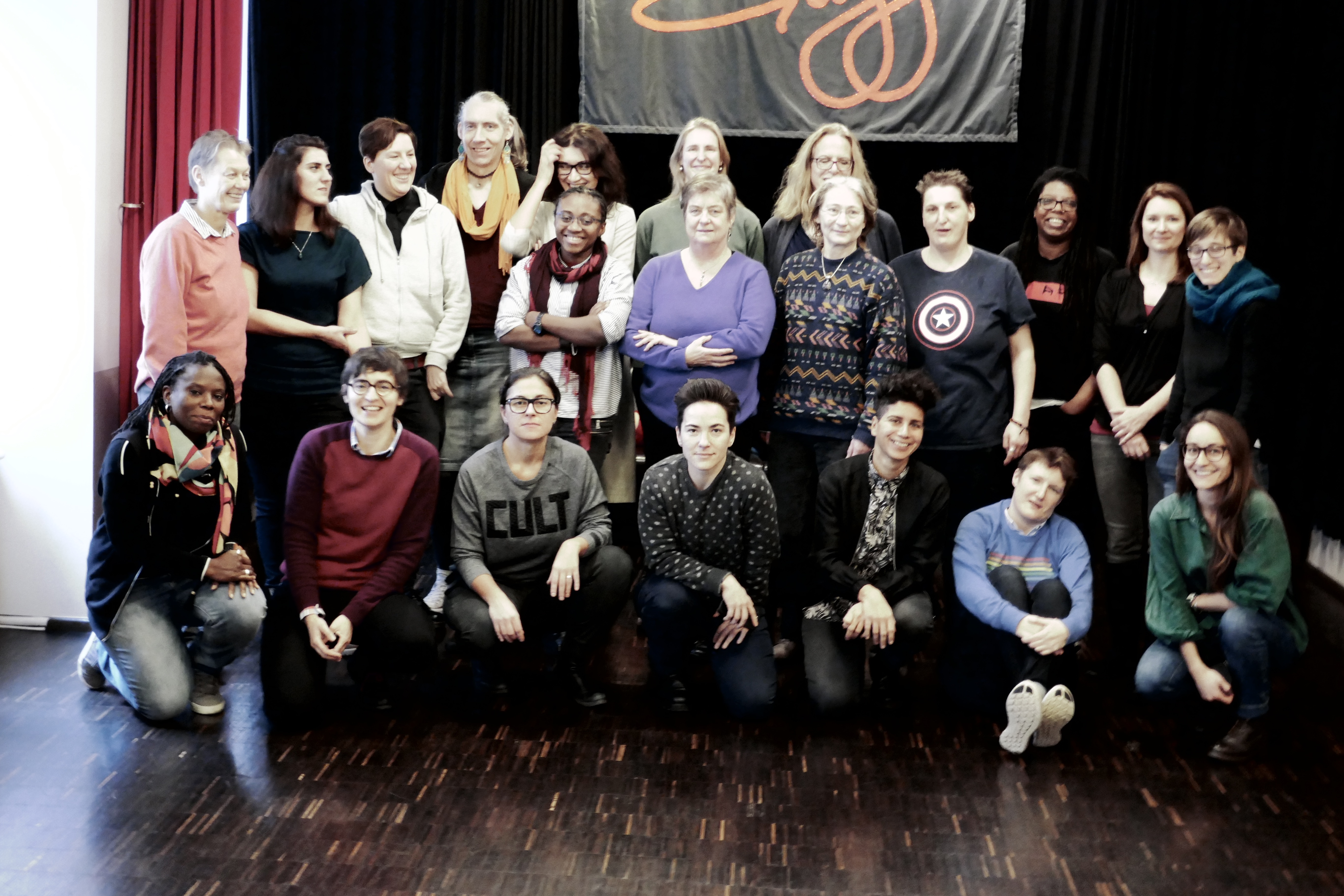

- Archivo:Elisabeth Holzleithner at the European Lesbian Conference 2017 - 2.jpg